# Potros de la Universidad Autónoma del Estado de México
Los Potros de la Universidad Autónoma del Estado de México, conocido comúnmente como Potros de la U.A.E.M o simplemente como Potros U.A.E.M., fue un club del fútbol mexicano. Fue fundado en 1970 y jugó en la Liga de Ascenso de México desde el torneo Apertura 2016 hasta el Apertura 2019. Tenía como sede el Estadio Universitario Alberto "Chivo" Córdova de la ciudad de Toluca de Lerdo en el Estado de México. Desde diciembre de 2019 hasta 2020, el club continuó participando en el fútbol con su escuadra de Tercera División como el equipo principal de la institución, posteriormente este equipo también dejó de participar.

## Historia
La Universidad Autónoma  del Estado de México ha         vivido dos etapas dentro del fútbol profesional:
La primera etapa
Se dio en 1970, cuando el entonces equipo de los "Moscos" de la UAEM comandados por el profesor Javier Zea logran el ascenso de la Tercera a la Segunda división en 1975, para posteriormente desaparecer por falta de apoyo económico.
La segunda etapa
Se inicia en mayo de 1990 y surge de la iniciativa del entonces Rector M. en C. Efrén Rojas Dávila.                   Es a través de los "IX Juegos Deportivos Selectivos Universitarios", como se convoca a 90 alumnos de las diferentes escuelas y facultades para integrar el primer plantel. Para ello se adquirió una franquicia y se delimitaron una serie de normas para el efecto de evitar que se constituyera en una carga presupuestal para la institución.
En el año 1999, después de 24 años, el equipo de los "Potros" de la UAEM logran de nueva cuenta ascender de Tercera a Segunda división.
Campeonato de 2a. División
En el Torneo Apertura 2014, Potros logró asumir la primera posición, y en Liguilla, se                                enfrentó a equipos como el actual campeón Atlético Coatzacoalcos, Indios UACJ, pasaron gracias a su posición en la tabla. en la final se enfrentaron al reciente equipo de creación Cimarrones de Sonora, perdiendo 1-0 el de ida, en la vuelta empatan el global, permitiendo ir a tiempos extra, y en el primer tiempo extra, anotaron el segundo y con esto logrando su primer campeonato en la Segunda División, y medio boleto rumbo al Ascenso MX.
Primera Final por el Ascenso
En mayo de 2015 los Potros se enfrentaron a los Loros de Colima por el pase al Ascenso MX, jugando la Ida en el Alberto "Chivo" Córdova y terminando con el marcador 0-0, y en la vuelta perdiendo por marcador de 3-1 en el Estadio Olímpico de Colima dándole el pase al Ascenso MX a los Loros.
Segundo Campeonato de 2da. División
En el torneo Apertura 2015, Potros logró su segundo campeonato, luego de terminar como segundo lugar de la tabla de cocientes y primero en el Grupo 2, y en la Liguilla se enfrentó en la ronda de cuartos de final a Tepatitlán de Morelos, ganando en la ida por marcador de 0-2 y cerrando en casa con otra victoria de 3-1, para después enfrentar en semifinales al Tampico Madero, quedando 0-0 en la ida en el Estadio Tampico y ganando el la vuelta 4-1, lográndose calificar a la final enfrentando a Tlaxcala Fútbol Club, quedadno 0-0 en la ida en el Estadio Alberto "Chivo" Córdova y ganando por marcador de 1-0 en la vuelta con gol de Emmanuel Arriaga y así coronándose como campeones del torneo Apertura 2015 de la Segunda División, obteniendo de nueva cuenta medio boleto rumbo al Ascenso MX.
Ya en la final por el ascenso se enfrentaría al Tampico-Madero
Campeón Temporada 2015/2016
El 15 de mayo de 2016 los potros volverían a tener la oportunidad de lograr el ascenso al Ascenso MX ante el Tampico-Madero, tras el juego de ida en el Alberto "Chivo" Cordova, los potros salieron con marcador favorable de 1-0 para concluir en Tamaulipas un 0-0 y lograr el subir de categoría al Ascenso MX.
| 1  |  | Bandera de México    | Héctor Estrada                 |
| 3  |  | Bandera de México    | Juan Morales                   |
| 14 |  | Bandera de México    | Manuel Garduño                 |
| 16 |  | Bandera de México    | Enrique Manica                 |
| 23 |  | Bandera de México    | Abraham Torres                 |
| 8  |  | Bandera de México    | Emmanuel Arriaga               |
| 15 |  | Bandera de Colombia  | Wilber Renteria                |
| 17 |  | Bandera de México    | Arturo Tapia                   |
| 7  |  | Bandera de México    | Donato Estala                  |
| 9  |  | Bandera de México    | Dante Manuel Osorio Villanueva |
| 24 |  | Bandera de México    | Arturo García                  |
|    |  |                      |                                |
| 12 |  | Bandera de México    | José Luis López                |
| 4  |  | Bandera de México    | Ricardo García                 |
| 5  |  | Bandera de México    | Rafael García                  |
| 6  |  | Bandera de México    | David González                 |
| 25 |  | Bandera de Argentina | Bruno Titarelli                |
| 10 |  | Bandera de México    | Alexis Ochoa                   |
| 11 |  | Bandera de México    | Josué Gómez                    |
|    |  |                      |                                |
| 56 |  | Bandera de México    | Ramiro Villagómez              |
| 63 |  | Bandera de México    | Carlos Olivares                |
| 2  |  | Bandera de México    | Jesús Pozos                    |
| 21 |  | Bandera de México    | Saúl Ortega                    |
| 22 |  | Bandera de México    | Roberto Maya                   |
| 13 |  | Bandera de México    | Miguel Méndez                  |
| 18 |  | Bandera de México    | Gerardo Villeda                |
| 19 |  | Bandera de México    | Amarildo Rodríguez             |
| 29 |  | Bandera de México    | José Javier Medina             |
| 20 |  | Bandera de México    | Kevin Maya                     |
|    |  |                      |                                |
| DT |  | Bandera de México    | Omar Ramírez                   |

Primera Temporada en el Ascenso MX Apertura 2016
Potros UAEM FC tuvo su primera participación en el Ascenso MX en el Torneo Apertura 2016, cayendo 4-2 en su debut en el estadio Alberto 'Chivo' Córdova ante Leones Negros de la UDG, pero luego conseguiría la victoria en la Jornada 2 en su visita a Murciélagos FC y así comenzar una buena racha de resultados que los llegarían a colocar en la 2.ª posición de la Tabla General y en el 1.er lugar de la Tabla de Cocientes. Tras jugar 17 jornadas, los Potros terminarían en la 4.ª posición y se calificaban a su primer liguilla del Ascenso MX, donde enfrentarían a Dorados de Sinaloa, jugando el encuentro de ida en el Estadio Banorte y empatando a 1 tanto con gol de Edgar "Quesos" González y para el duelo de vuelta en el Estadio Alberto 'Chivo' Córdova, el marcador sería 3-3 para que el marcador global fuera 4-4 y quedar eliminados por gol de visitante, quedando fuera del camino por el título. Pero a pesar de la eliminación, los Potros consiguieron calificar por primera vez a la Copa MX en su edición del Torneo Clausura 2017.
Salida de la franquicia del Ascenso MX
El día 7 de diciembre de 2019 Pedro Guadarrama Velázquez, Presidente Ejecutivo del Patronato de Fútbol Soccer UAEM, anunció a la aficionados vía redes sociales la salida del club del Ascenso MX, tras varios años de lucha por mantener las finanzas del club estables y por la falta de recursos económicos para afrontar el campeonato. El equipo continuó en el fútbol profesional con el mantenimiento de la franquicia de Tercera División, la cual pasó a convertirse en el equipo principal de la institución. Sin embargo, este equipo solo terminó ese ciclo futbolístico que se vio interrumpido por la pandemia de Coronavirus, al darse por acabada la temporada, los Potros dejaron de competir y desaparecieron del fútbol profesional.

## Uniformes

### Uniformes actuales
- Uniforme local: Camiseta dorada, pantalón y medias doradas.
- Uniforme visitante: Camiseta verde, pantalón verde y medias blancas.
- Uniforme alternativo: Camiseta, pantalón y medias negras.

| Primer Uniforme | Segundo Uniforme | Tercer Uniforme |

### Uniformes anteriores
- 2019

| Primer Uniforme | Segundo Uniforme | Tercer Uniforme |

### Uniformes Anteriores
| 2018-2019       | 2018-2019        | 2018-2019       | 2018-2019 | 2018-2019 | 2018-2019 | 2018-2019 | 2018-2019 | 2018-2019 | 2018-2019 | 2018-2019 | 2018-2019 |
| --------------- | ---------------- | --------------- | --------- | --------- | --------- | --------- | --------- | --------- | --------- | --------- | --------- |
| Primer Uniforme | Segundo Uniforme | Tercer Uniforme |           |           |           |           |           |           |           |           |           |
| 2017-2018       |                  |                 |           |           |           |           |           |           |           |           |           |
| Primer Uniforme | Segundo Uniforme | Tercer Uniforme |           |           |           |           |           |           |           |           |           |
| 2016-2017       |                  |                 |           |           |           |           |           |           |           |           |           |
| Primer Uniforme | Segundo Uniforme | Tercer Uniforme |           |           |           |           |           |           |           |           |           |
| 2015-2016       |                  |                 |           |           |           |           |           |           |           |           |           |
| Primer Uniforme | Segundo Uniforme |                 |           |           |           |           |           |           |           |           |           |

## Estadio
El Estadio Universitario Alberto "Chivo" Córdoba es un estadio de usos múltiples ubicado en Toluca, Estado de México. En la actualidad se utiliza sobre todo para atletismo, fútbol y fútbol americano, tiene una capacidad para albergar a 32.000 aficionados, fue construido en el año de 1964. Es sede de Potros UAEM, equipo de fútbol de la Liga de Ascenso de México.
Inicia su construcción entre 1957 y 1958, cuando los terrenos aún no eran propiedad de la UAEM. Se inaugura el 5 de noviembre de 1964, con una capacidad para 32 mil espectadores. El estadio de Ciudad Universitaria lleva el nombre del destacado entrenador de fútbol americano Alberto 'Chivo' Córdova. Anteriormente había una placa que decía: “Aquí se construye el estadio municipal de fútbol”. La primera disciplina que se practicó fue el atletismo, después vino el fútbol soccer. En este lugar, la selección universitaria asciende de Tercera a Segunda División entre 1974 y 1975; en 1999 nuevamente es sede del ascenso a Segunda División de los “Potros”. Fue sede de 2 universiadas nacionales (2005 y 2011). Su pista de atletismo está certificada internacionalmente. En 1974, el maestro Leopoldo Flores comienza a pintar en las escalinatas y la gradería del Estadio un mural representativo que tituló Aratmósfera. Hoy, luego de tres restauraciones, el estadio de Ciudad Universitaria es considerado, de acuerdo con una encuesta realizada por el portal español www.20minutos.com, uno de los más originales del mundo; este reconocimiento se debe, principalmente, a la existencia de la obra descrita Aratmósfera. El estadio es sede de eliminatorias para competencias nacionales de atletismo. Con fines de modernizar las instalaciones en el 2016 es modernizado con palcos para prensa, butacas, techo de la tribuna oriente por el arquitecto José Antonio Mendieta con el fin de hacer más confortable la estancia de los espectadores. En 2016 será su primer torneo en participar en la Liga de Ascenso de México.

## Palmarés

### Torneos oficiales
| Competición nacional                              | Títulos                       | Subcampeonatos |
| ------------------------------------------------- | ----------------------------- | -------------- |
| Segunda División de México (2)                    | Apertura 2014, Apertura 2015. |                |
| Campeón de Campeones de la Segunda División (1/1) | 2015-16.                      | 2014-15.       |
| Tercera división de México (1/1)                  | 1974-75.                      | 1967-68.       |

## Temporadas
| Temporada          | División       | Posición                     | Copa   |
| ------------------ | -------------- | ---------------------------- | ------ |
| Apertura 2004      | 3.L.P. Serie A | Zona Centro                  |        |
| Clausura 2005      | 3.L.P. Serie A | Zona Centro                  |        |
| Apertura 2005      | 3.L.P. Serie A | Zona Centro                  |        |
| Clausura 2006      | 3.L.P. Serie A | Zona Centro                  |        |
| Apertura 2006      | 3.L.P. Serie A | 3o. Zona Centro (Octavos)    |        |
| Clausura 2007      | 3.L.P. Serie A | 12o. Zona Centro             |        |
| Apertura 2007      | 3.L.P. Serie A | 8o. Zona Centro              |        |
| Clausura 2008      | 3.L.P. Serie A | 8o. Zona Centro              |        |
| Apertura 2008      | 3.L.P. Serie A | 3o. Zona Sur                 |        |
| Clausura 2009      | 3.L.P. Serie A | 5o. Zona Sur                 |        |
| Apertura 2009      | 3.Segunda LPA  | Zona Sur                     |        |
| Bicentenario 2010  | 3.Segunda LPA  | Zona Sur                     |        |
| Independencia 2010 | 3.Segunda LPA  | Grupo II                     |        |
| Revolución 2011    | 3.Segunda LPA  | Grupo II                     |        |
| Apertura 2011      | 3.Segunda LPA  | Grupo II                     |        |
| Clausura 2012      | 3.Segunda LPA  | Grupo II                     |        |
| Apertura 2012      | 3.Segunda LPA  | Grupo II                     |        |
| Clausura 2013      | 3.Segunda LPA  | 3o. Grupo II                 |        |
| Apertura 2013      | 3.Segunda LPA  | 3o. Grupo II (Cuartos)       |        |
| Clausura 2014      | 3.Segunda LPA  | 8o. Grupo II (Cuartos)       |        |
| Apertura 2014      | 3.Segunda LPA  | 1.º Grupo II (Campeón)       |        |
| Clausura 2015      | 3.Segunda LPA  | 10o. Grupo II                |        |
| Apertura 2015      | 3.Segunda LPA  | 1.º Grupo II (Campeón)       |        |
| Clausura 2016      | 3.Segunda LPA  | 3o. G II (Cuartos) (Ascenso) |        |
| Apertura 2016      | 2.Ascenso MX   | 4o. (Cuartos)                | No     |
| Clausura 2017      | 2.Ascenso MX   | 5o. (Cuartos)                | Grupos |
| Apertura 2017      | 2.Ascenso MX   | 15o.                         | Grupos |
| Clausura 2018      | 2.Ascenso MX   | 16o.                         | No     |
| Apertura 2018      | 2.Ascenso MX   | 9°.                          | No     |
| Clausura 2019      | 2.Ascenso MX   | 12°.                         | Grupos |
| Apertura 2019      | 2.Ascenso MX   | 12°.                         | Grupos |

## Filial
Potros "B"
| Temporada | División           | Posición                    |
| --------- | ------------------ | --------------------------- |
| 2014/2015 | 5.Tercera División | 1.º Grupo V (Semifinal)     |
| 2015/2016 | 5.Tercera División | 1.º Grupo V (Dieciseisavos) |
| 2016/2017 | 5.Tercera División | 1.º Grupo V (Dieciseisavos) |
| 2017/2018 | 5.Tercera División | 2o. Grupo V (Dieciseisavos) |
| 2018/2019 | 5.Tercera División | 5o. Grupo V                 |